# Сутінкові промені

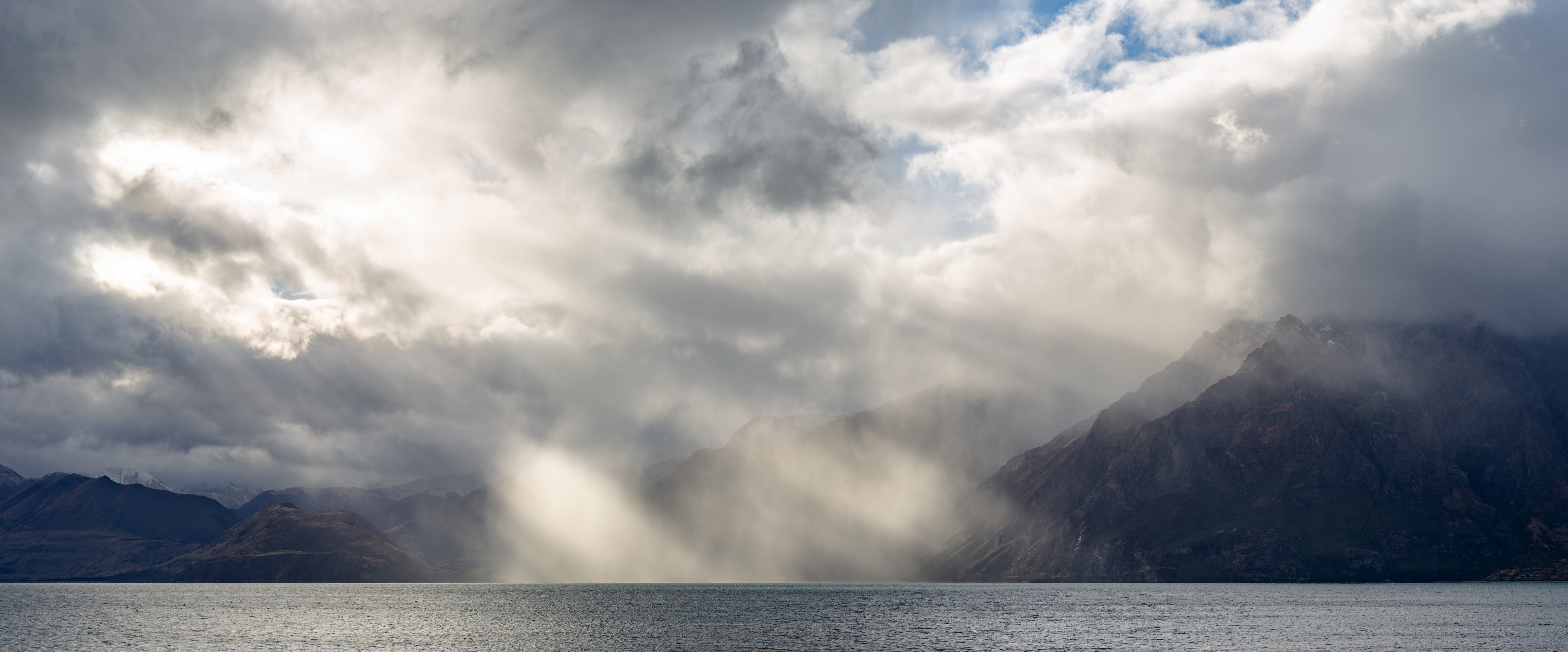
Сонячне світло, що просвічує крізь хмари, породжуючи сутінкові промені

Сутінкові промені (англ. Crepuscular rays) — це сонячні промені, які виникають, коли Сонце знаходиться над або під шаром хмар, у сутінковий період. Сутінкові промені помітні, коли контраст між світлим і темним найбільш явний. Сутінкові промені зазвичай виглядають помаранчевими, тому що на шляху крізь атмосферу на сході та на заході сонця проходить у 40 разів більше повітря, ніж променей від Сонця опівдні. Частинки в повітрі розсіюють світло з короткою довжиною хвилі (синій і зелений) через релеївське розсіювання набагато сильніше, ніж жовте і червоне світло з довшою довжиною хвилі.
Термін сутінкові промені іноді використовують щоб описати загальне явище променів сонячного світла, які, здається, зводяться докупи в одній точці неба, незалежно від часу доби.  
Рідкісним пов’язаним явищем є протисутінкові промені, які можуть з’являтися одночасно (а також забарвлюватися) коли й сутінкові промені, але в протилежному напрямку від заходу сонця (на схід, а не на захід).

## Галерея

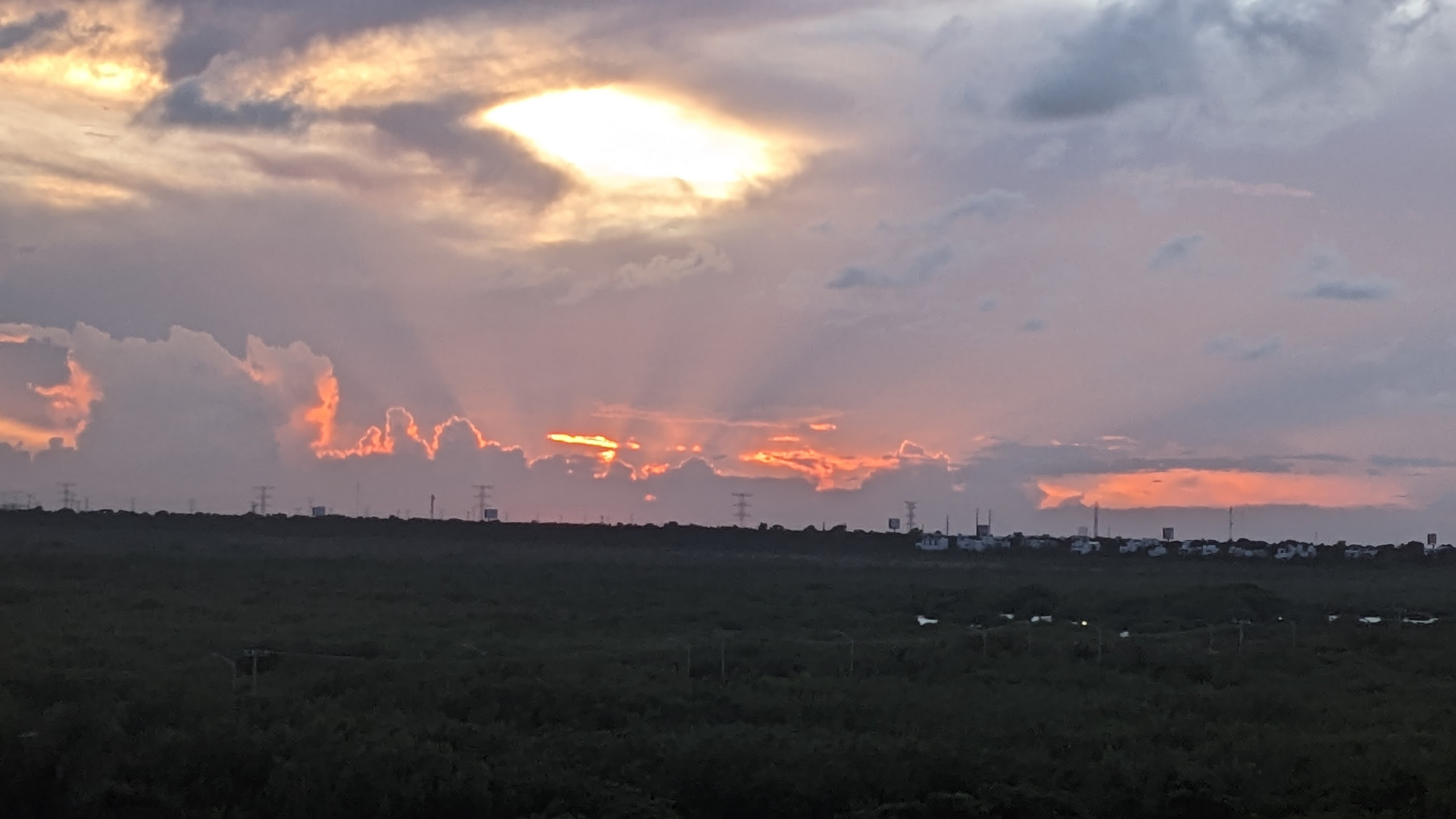
Сутінкові промені, як видно з Пуерто-Морелос, Мексика (жовтень 2022 р.)
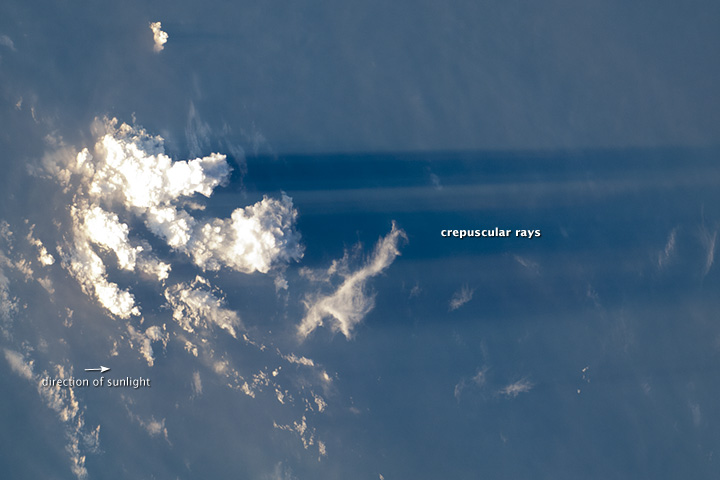
Вигляд з космосу на сутінкові промені
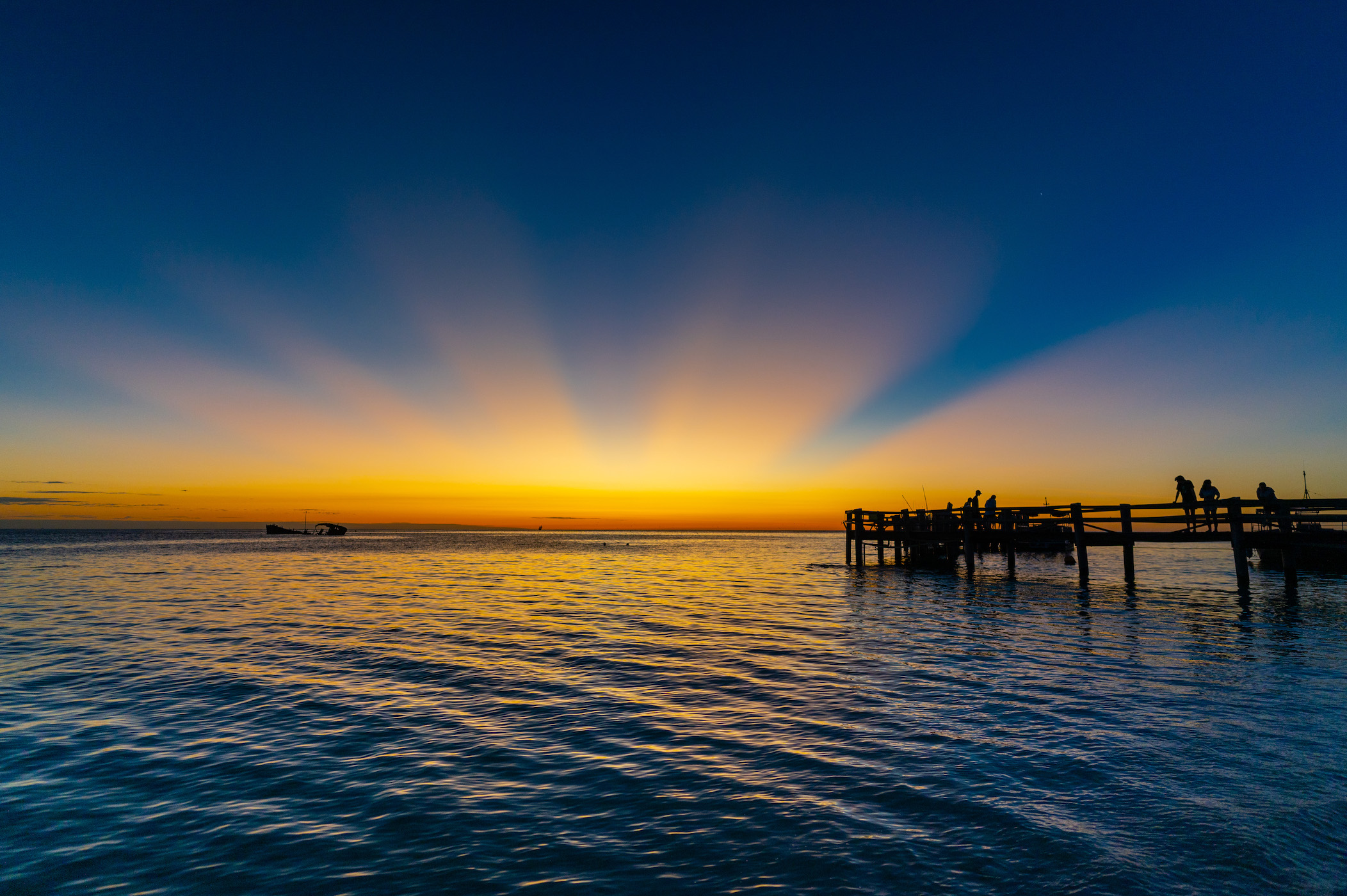
Захід сонця на острові Херон, Квінсленд, Австралія (квітень 2023)
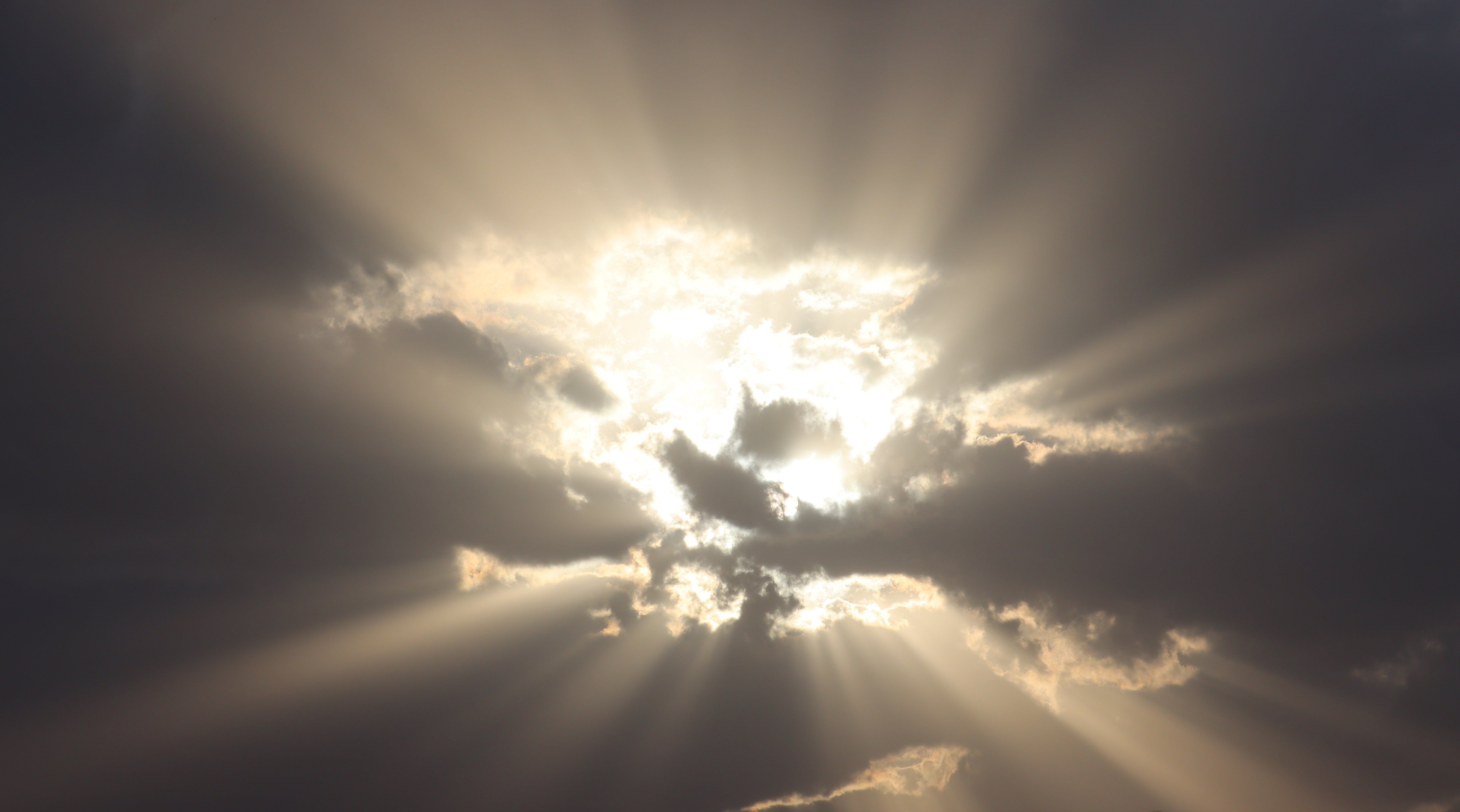
Сутінкові промені перед заходом сонця, Тиквеш

## Дивись також
- Тінь Землі – тінь, яку сама Земля відкидає через свою атмосферу та в космос.
- Післясвітіння – білувате або рожеве світло під час сутінків або після заходу сонця

## Зовнішні посилання
Вікісховище має мультимедійні дані за темою: Сутінкові промені